# 朱米樂
朱米樂（1984年8月24日—)，中國女子短道速滑運動員，籍貫吉林。

## 生涯
朱米樂是中國短道速滑隊中其中一位出色的運動員，她於2002年的世界青年錦標賽女子個人500米小項取得季軍，翌年在韓國站的短道速滑世界盃得到女子接力賽的亞軍，同年在加拿大的世界杯初得到3000米接力賽和女子個人500米的亞軍，並在全國短道速滑公開賽包辦女子賽事的所有金牌。
2005年，朱米樂在十運會為吉林取得女子3000米接力小項的銀牌，在杭州的短道世界杯女子個人1000米賽事得第4位。翌年，朱米樂與王濛、付天余、程晓蕾和王伟於加拿大的世界短道速滑團體賽取得亞軍，又以4分17秒194的時間於美國明尼阿波利的世錦賽贏得女子3000米接力小項的金牌。後來的長春冬亞運中，朱收得一銀一銅，十天後的世界杯匈牙利站的賽事中，她獲得了女子500米小項的亞軍。